# Claypot chicken rice

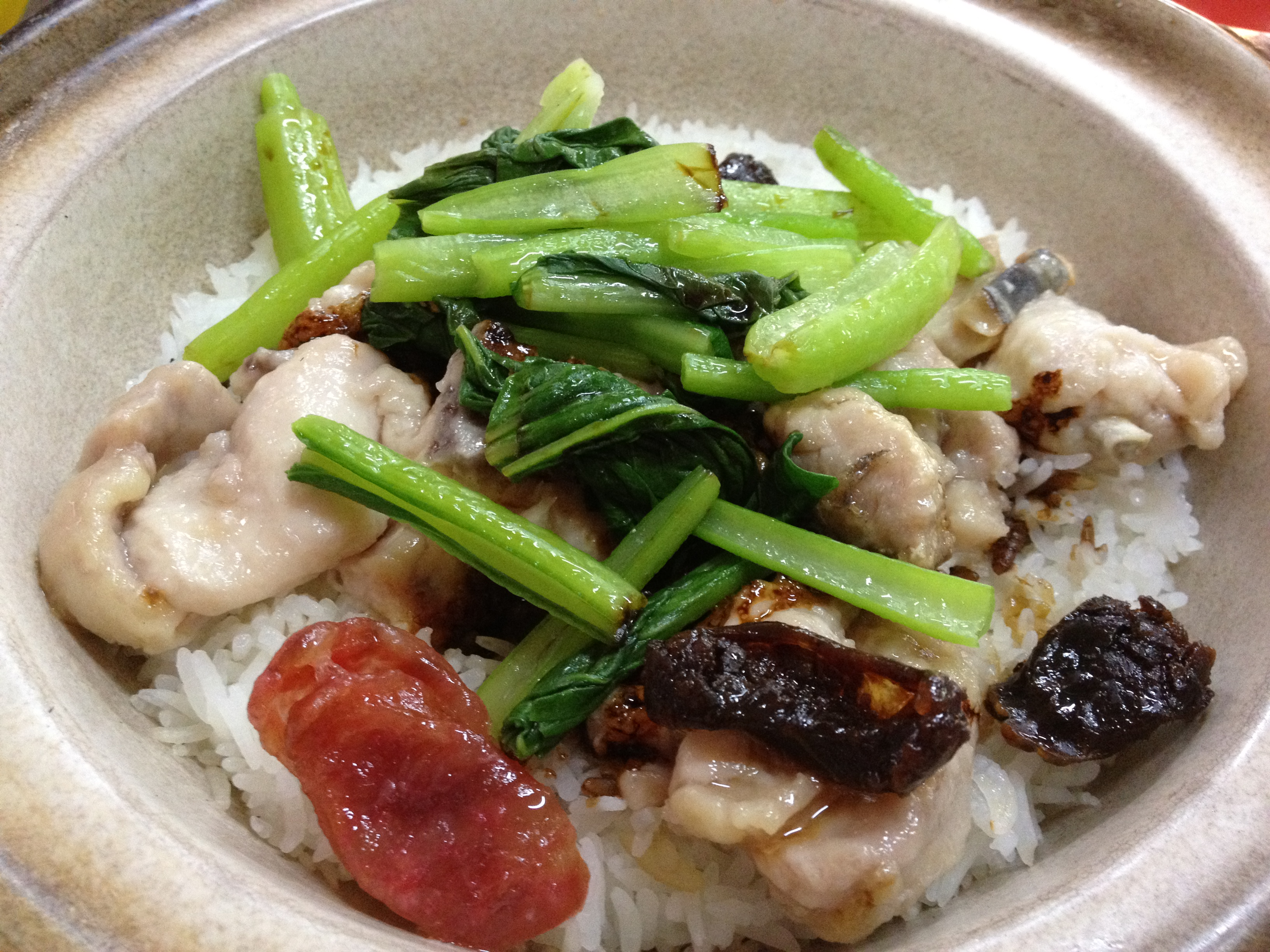
Claypot chicken rice

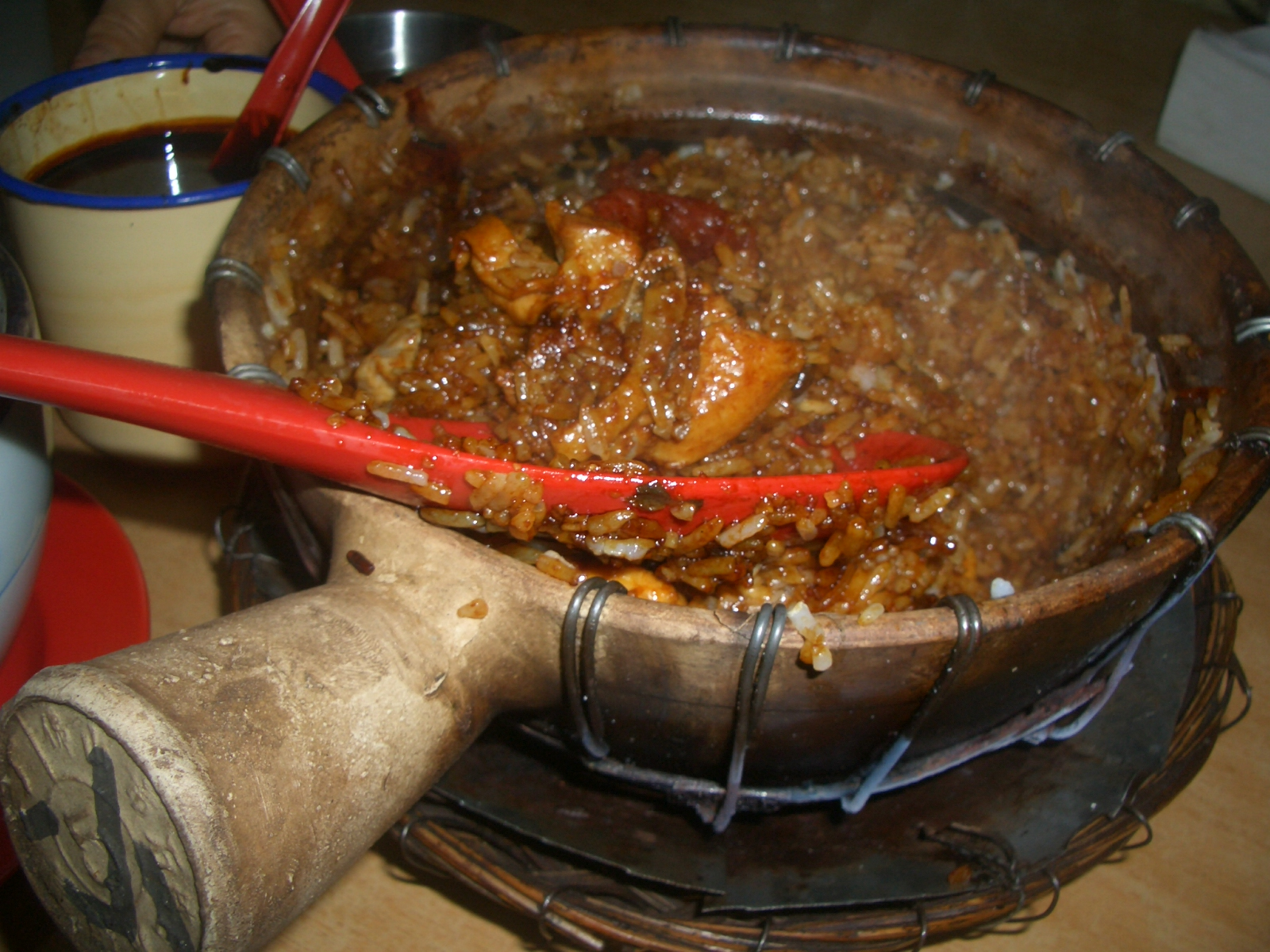
Bereiding van claypot chicken rice

Claypot chicken rice is een gerecht dat veel in Singapore en Maleisië wordt genuttigd. Een letterlijke vertaling als "kip en rijst in een kleipot" smaakt beduidend anders.
Vaak wordt de rijst eerst in de kleipot gekookt waarna ingrediënten zoals kip, Chinese worst en groenten worden toegevoegd. Chinese worst wordt in heel Zuidoost-Azië veel gebruikt in de keuken. Het is gedroogd en daarom langer houdbaar dan (varkens)vlees dat gerookt, gezoet en gekruid is.
Vanwege de methode van bereiding (het langzaam koken in een kleipot) moeten de klanten enige tijd wachten voordat het gerecht klaar is. Het wordt veelal geserveerd met sojasaus.